# Torneig de les Cinc Nacions 1985
El Torneig de les cinc Nacions 1985 va ser el 56a edició en el format de cinc nacions i la 91a quan es té en compte les edicions del Home Nations Championship.
Deu partits es van jugar entre el 2 de febrer i el 20 d'abril. El guanyador del torneig fou Irlanda, obtenint el seu desè títol (excloent altres vuit títols compartits) que resultaria ser la seva última victòria en 24 anys, fins al seu Grand Slam de 2009. Irlanda també va aconseguir la Triple Corona, la sisena, que seria la seva última fins a l'any 2004. El torneig va patir tres ajornaments a causa del mal temps. La jornada inaugural, es va ajornar fins a la fi del mes de març i el partit Gal·les contra Anglaterra es va reprogramar de febrer a abril a causa que el terreny de joc de Cardiff estava congelat. El partit reprogramat va permetre el debut, com a obertura de Gal·les, de Jonathan Davies. Anglaterra va derrotar Escòcia i obtenir la Calcuta Cup.

## Participants
| Nació      | Estadi           | Ciutat   | Entrenador      |
| ---------- | ---------------- | -------- | --------------- |
| Anglaterra | Twickenham       | Londres  | Dick Greenwood  |
| França     | Parc des Princes | París    | Jacques Fouroux |
| Irlanda ·  | Lansdowne Road   | Dublín   | Mick Doyle      |
| Escòcia    | Murrayfield      | Edimburg | Derrick Grant   |
| Gal·les    | National Stadium | Cardiff  | John Bevan      |

## Classificació
| Posició | Nació      | Partits | Partits  | Partits  | Partits | Punts   | Punts     | Punts      | Taula de punts |
| Posició | Nació      | Jugats  | Guanyats | Empatats | Perduts | A Favor | En contra | Diferència | Taula de punts |
| ------- | ---------- | ------- | -------- | -------- | ------- | ------- | --------- | ---------- | -------------- |
| 1       | Irlanda    | 4       | 3        | 1        | 0       | 67      | 49        | +18        | 7              |
| 2       | França     | 4       | 2        | 2        | 0       | 49      | 30        | +19        | 6              |
| 3       | Gal·les    | 4       | 2        | 0        | 2       | 61      | 71        | −10        | 4              |
| 4       | Anglaterra | 4       | 1        | 1        | 2       | 44      | 53        | −9         | 3              |
| 5       | Escòcia    | 4       | 0        | 0        | 4       | 46      | 64        | −18        | 0              |

## Resultats
| Anglaterra                     | 9–9      | França                 | 1985-02-02 {{{time}}} - Twickenham, Londres Assistència: 60,000 espectadors Àrbitre: D. I. H. Burnett (Irlanda) |
| Pen.: Andrew (2) Drops: Andrew | [report] | Drops: Lescarboura (3) | 1985-02-02 {{{time}}} - Twickenham, Londres Assistència: 60,000 espectadors Àrbitre: D. I. H. Burnett (Irlanda) |

| Escòcia                          | 15–18    | Irlanda                                                              | 1985-02-02 {{{time}}} - Murrayfield, Edimburg Àrbitre: S. Strydom (Sud Àfrica) |
| Pen.: Dods (4) Drops: Rutherford | [Report] | Assaigs: Ringland (2) Con.: Kiernan (2) Pen.: Kiernan Drops: Kiernan | 1985-02-02 {{{time}}} - Murrayfield, Edimburg Àrbitre: S. Strydom (Sud Àfrica) |

| França                                | 11–3     | Escòcia    | 1985-02-16 {{{time}}} - Parc des Princes, París Assistència: 45,146 espectadors Àrbitre: L. M. Prideaux (Anglaterra) |
| Assaigs: Blanco (2) Pen.: Lescarboura | [Report] | Pen.: Dods | 1985-02-16 {{{time}}} - Parc des Princes, París Assistència: 45,146 espectadors Àrbitre: L. M. Prideaux (Anglaterra) |

| Escòcia                                                             | 21–25    | Gal·les                                                             | 1985-03-02 {{{time}}} - Murrayfield, Edimburg Àrbitre: René Hourquet Hourquet (França) |
| Assaigs: Paxton (2) Con.: Dods (2) Pen.: Dods Drops: Rutherford (2) | [Report] | Assaigs: Pickering (2) Con.: Wyatt Pen.: Wyatt (4) Drops: G. Davies | 1985-03-02 {{{time}}} - Murrayfield, Edimburg Àrbitre: René Hourquet Hourquet (França) |

| Irlanda           | 15–15    | França                                                            | 1985-03-02 {{{time}}} - Lansdowne Road, Dublín Assistència: 56,000 espectadors Àrbitre: Kieran Fitzgerald (Austràlia) |
| Pen.: Kiernan (5) | [Report] | Assaigs: Codorniou Esteve Con.: Lescarboura (2) Pen.: Lescarboura | 1985-03-02 {{{time}}} - Lansdowne Road, Dublín Assistència: 56,000 espectadors Àrbitre: Kieran Fitzgerald (Austràlia) |

| Anglaterra                         | 10–7     | Escòcia                       | 1985-03-16 {{{time}}} - Twickenham, Londres Àrbitre: C. Norling (Wales) |
| Assaigs: S. Smith Pen.: Andrew (2) | [Report] | Assaigs: Robertson Pen.: Dods | 1985-03-16 {{{time}}} - Twickenham, Londres Àrbitre: C. Norling (Wales) |

| Gal·les                                     | 9–21     | Irlanda                                                      | 1985-03-16 {{{time}}} - National Stadium, Cardiff Àrbitre: Kieran Fitzgerald (Austràlia) |
| Assaigs: Lewis Con.: Wyatt Drops: G. Davies | [Report] | Assaigs: Crossan Ringland Con. Kiernan (2) Pen.: Kiernan (3) | 1985-03-16 {{{time}}} - National Stadium, Cardiff Àrbitre: Kieran Fitzgerald (Austràlia) |

| Irlanda                                          | 13–10    | Anglaterra                             | 1985-03-30 {{{time}}} - Lansdowne Road, Dublín Àrbitre: J. M. Fleming (Escòcia) |
| Assaigs: Mullin Pen.: Kiernan (2) Drops: Kiernan | [Report] | Assaigs: R. Underwood Pen.: Andrew (2) | 1985-03-30 {{{time}}} - Lansdowne Road, Dublín Àrbitre: J. M. Fleming (Escòcia) |

| França                                        | 14–3     | Gal·les        | 1985-03-30 {{{time}}} - Parc des Princes, París Assistència: 49,164 espectadors Àrbitre: S. Strydom (Sud Àfrica) |
| Assaigs: Estève Gallion Pen.: Lescarboura (2) | [Report] | Pen.: Thorburn | 1985-03-30 {{{time}}} - Parc des Princes, París Assistència: 49,164 espectadors Àrbitre: S. Strydom (Sud Àfrica) |

| Gal·les                                                                           | 24–15    | Anglaterra                                                    | 1985-04-20 {{{time}}} - National Stadium, Cardiff Àrbitre: F. Palmade (França) |
| Assaigs: J. Davies Roberts Con.: Thorburn (2) Pen.: Thorburn (3) Drops: J. Davies | [Report] | Assaigs: S. Smith Con.: Andrew Pen.: Andrew (2) Drops: Andrew | 1985-04-20 {{{time}}} - National Stadium, Cardiff Àrbitre: F. Palmade (França) |